# Свидовецька сільська рада
Свидове́цька сільська́ ра́да — адміністративно-територіальна одиниця та орган місцевого самоврядування в Бобровицькому районі Чернігівської області. Адміністративний центр — село Свидовець.

## Загальні відомості
- Населення ради: 635 осіб (станом на 2001 рік)

## Історія
05.02.1965 Указом Президії Верховної Ради Української РСР передано Свидовецьку сільраду Носівського району — до складу Бобровицького району.

## Населені пункти
Сільській раді підпорядковані населені пункти:
- с. Свидовець (593 особи)
- с. Буглаки (32 особи)
- с. Татарівка (10 осіб)

## Склад ради
Рада складається з 12 депутатів та голови.
- Голова ради: Галушко Анатолій Петрович
- Секретар ради: Слива Наталія Григорівна

### Керівний склад попередніх скликань
| Прізвище, ім'я, по батькові | Основні відомості                                                         | Дата обрання | Дата звільнення |
| --------------------------- | ------------------------------------------------------------------------- | ------------ | --------------- |
| Галушко Анатолій Петрович   | Сільський голова, 1966 року народження, освіта вища, член Народної партії | 26.03.2006   | 31.10.2010      |
| Галушко Анатолій Петрович   | Сільський голова, 1966 року народження, освіта вища, член Народної партії | 31.10.2010   |                 |

Примітка: таблиця складена за даними сайту Верховної Ради України

### Депутати
За результатами місцевих виборів 2010 року депутатами ради стали:

#### За суб'єктами висування
| Суб'єкт висування | Кількість обраних депутатів | %  |
| ----------------- | --------------------------- | -- |
| Самовисування     | 9                           | 75 |
| Партія регіонів   | 3                           | 25 |

#### За округами
| № округу        | Прізвище, ім'я, по батькові       | Дата визнання обраним | Освіта  | Партійна приналежність | Відомості про обраного депутата               |
| --------------- | --------------------------------- | --------------------- | ------- | ---------------------- | --------------------------------------------- |
| Партія регіонів |                                   |                       |         |                        |                                               |
| 1               | Добреля Ольга Броніславівна       | 01.11.2010            | вища    | позапартійна           | Свидовецький НВК, вчитель                     |
| 4               | Моцак Таміла Миколаївна           | 01.11.2010            | вища    | позапартійна           | Свидовецький НВК, вчитель                     |
| 6               | Мринський Олександр Володимирович | 01.11.2010            | вища    | позапартійний          | СПД «Мринський О. В.», підприємець            |
| Самовисування   |                                   |                       |         |                        |                                               |
| 2               | Шовковий Олександр Васильович     | 01.11.2010            | вища    | позапартійний          | тимчасово не працює                           |
| 3               | Шовкова Валентина Анатоліївна     | 01.11.2010            | вища    | позапартійна           | Свидовецький НВК, директор                    |
| 5               | Шаповал Ніна Василівна            | 01.11.2010            | вища    | позапартійна           | Свидовецький НВК, вихователь                  |
| 7               | Плиска Любов Андріївна            | 01.11.2010            | середня | позапартійна           | Свидовецький НВК, прибиральниця               |
| 8               | Кузьменко Надія Миколаївна        | 01.11.2010            | середня | позапартійна           | Свидовецька сільська рада, головний бухгалтер |
| 9               | Красуля Марія Михайлівна          | 01.11.2010            | середня | позапартійна           | тимчасово не працює                           |
| 10              | Логвиненко Валентина Миколаївна   | 01.11.2010            | середня | позапартійна           | Відділення зв'язку, завідувачка               |
| 11              | Бородата Любов Юріївна            | 01.11.2010            | середня | позапартійна           | тимчасово не працює                           |
| 12              | Слива Наталія Григорівна          | 01.11.2010            | вища    | позапартійна           | Свидовецька сільська рада, секретар           |